# Durg
Durg – miasto w Indiach, w stanie Chhattisgarh. W 2011 roku liczyło 268 806 mieszkańców.